# Paweł Kaczmarek
Paweł Kaczmarek (ur. 1 lipca 1985 w Złotowie) – polski piłkarz grający na pozycji pomocnika.

## Kariera
Paweł Kaczmarek jako junior występował w Drawie Drawsko Pomorskie, MSP Szamotułach i Amice Wronki. Na początku 2004 trafił do Kaszubii Kościerzyna. Wraz z nią w sezonie 2003/2004 zajął szóste miejsce w trzeciej lidze. W kolejnych rozgrywkach zdobył cztery gole, a jego drużyna uplasował się na piątym miejscu w ligowej tabeli. Jego dobra postawa na trzecioligowych boiskach spowodowała zainteresowanie pierwszoligowych zespołów. Przed sezonem 2005/2006 Kaczmarek podpisał kontrakt z Arką Gdynia. W rundzie jesiennej nie wystąpił w żadnym spotkaniu, dlatego wiosną został wypożyczony do Tura Turek. Po powrocie do Gdyni latem 2006, z powodu braku szans na grę, odszedł do Radomiaka Radom. W mazowieckim zespole występował pół roku, po czym został zawodnikiem Wigier Suwałki. 
Latem 2007 roku Kaczmarek trafił do beniaminka drugiej ligi, Znicza Pruszków. Zadebiutował w nim 29 lipca w wygranym 2:0 pojedynku z Pelikanem Łowicz. Dwa dni później, w meczu pucharu Polski ze Startem Krasnystaw strzelił swojego pierwszego gola. 30 września zdobył dwie bramki w meczu z Odrą Opole i zapewnił swojemu zespołowi cenne trzy punkty. W sezonie 2007/2008 regularnie pojawiał się na boisku. Ostatecznie Znicz zakończył rozgrywki na piątym miejscu w tabeli i od awansu do Ekstraklasy dzielił go tylko gorszy bilans meczów bezpośrednich z Arką Gdynia.
Występy w sezonie 2008/2009 Kaczmarek rozpoczął od meczu z GKS-em Jastrzębie, w którym zagrał pełne 90 minut. 21 września zdobył dwa gole w pojedynku z Flotą Świnoujście czym w znacznym stopniu przyczynił się do zwycięstwa 4:1. Znicz w nowo utworzonej pierwszej lidze po raz kolejny potwierdził swoje aspiracje do awansu do Ekstraklasy i uplasował się na szóstym miejscu w tabeli. W pucharze Polski odpadł w I rundzie, przegrywając z drugą drużyną Lechii Gdańsk. Kaczmarek wystąpił łącznie w 30 meczach, w których zdobył trzy gole.

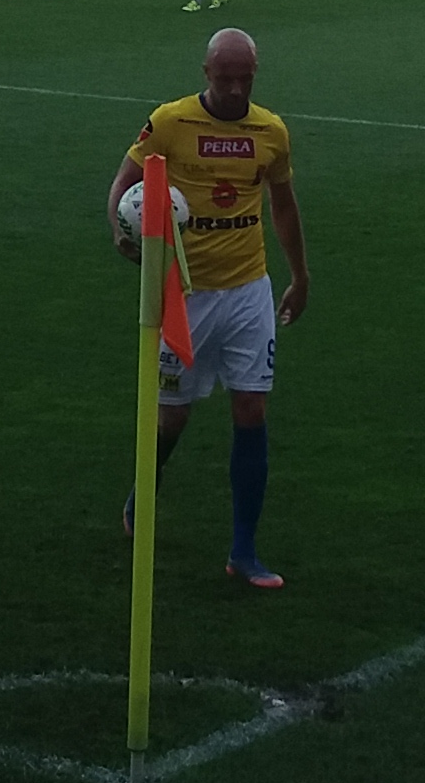
Paweł Kaczmarek jako zawodnik Motoru Lublin w 2017

W sezonie 2009/2010 Kaczmarek po raz kolejny odegrał znacząca rolę w swoim zespole. Jego dobra postawa oraz pięć goli w osiemnastu meczach spowodowały zainteresowanie przez klubu Ekstraklasy. Po zakończeniu rundy jesiennej trafił na testy do Lechii Gdańsk. Następnie sprawdzany był również w Ruchu Chorzów, jednak 16 grudnia podpisał trzyletnią umowę z Koroną Kielce. W nowym zespole zadebiutował 27 lutego 2010, grając w pierwszej połowie spotkania z Jagiellonią Białystok. Dobre i przemyślane zagrania przeplatał mniej udanymi akcjami. Miał jedną szansę na strzelenie bramki, jednakże jego uderzenie z dystansu obronił Grzegorz Sandomierski Z meczu na mecz zdobywał niezbędne doświadczenie w lidze i za każdym razem prezentował się na boisku coraz pewniej. Sezon zakończył występując w drugiej części pojedynku z Ruchem Chorzów, w którym zaliczył asystę przy golu Macieja Tataja, a po jednym z jego strzałów piłka odbiła się najpierw od słupka, a później od pleców bramkarza Krzysztofa Pilarza i wpadła do bramki. Gol został jednak zaliczony golkiperowi chorzowskiego klubu.
W rundzie jesiennej sezonu 2010/2011 nie był podstawowym zawodnikiem Korony. Oprócz meczu pucharu Polski z Jagiellonią Białystok nie rozegrał ani jednego pełnego spotkania w pierwszej drużynie. W lidze w wyjściowej jedenastce wyszedł tylko dwa razy. W końcówce rundy nie był nawet brany pod uwagę w ustalaniu kadry meczowej ze względu na kontuzję stawu skokowego. 3 lutego 2011 roku Kaczmarek został wypożyczony do końca rozgrywek do GKS-u Bogdanka. W następnym sezonie powrócił do Korony Kielce. Jesienią 2012 został wypożyczony do ŁKSu Łódź. Następnie rozwiązał kontrakt z Koroną Kielce i podpisał półroczną umowę ze Stomilem Olsztyn.
W lipcu 2016 został zawodnikiem Motoru Lublin.